# Décès en 1189
Décès
- 1185
- 1186
- 1187
- 1188
- 1189
- 1190
- 1191
- 1192
- 1193

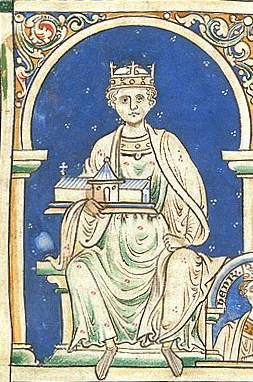
Henri II, roi d'Angleterre, mort en 1189.

Cette page dresse une liste de personnalités mortes au cours de l'année 1189 :
- 20 janvier : Jin Shizong, empereur de la dynastie Jin.
- 4 février : Gilbert de Sempringham, fondateur de l'ordre de Saint-Gilbert.
- 4 mars : Humbert III de Savoie, 8e comte de Maurienne, également seigneur du Bugey, d'Aoste et du Chablais, marquis de Suse et d'Italie (comte de Turin) : il est le second Humbertiens à porter le titre de comte de Savoie.
- 25 mars : Frédéric Ier de Bohême, prince de Bohême.
- 11 juin : Benkei, de son nom complet Saitō Musashibō Benkei, sōhei (moine-guerrier) et yamabushi de l'ère Heian qui fut un compagnon de Minamoto no Yoshitsune.
- 13 juin : Minamoto no Yoshitsune, à la bataille de Koromogawa, au Japon.
- 28 juin : Mathilde d'Angleterre, duchesse de Saxe et duchesse de Bavière.
- 6 juillet : Henri II, comte d'Anjou et du Maine, duc de Normandie et d'Aquitaine et roi d'Angleterre.
- 2 septembre : Princesse Muneko, princesse (chūgū) et impératrice du Japon.
- 4 ou 11 octobre : Gérard de Ridefort, grand-maître de l’Ordre du Temple, au siège de Saint-Jean d’Acre.
- 18 novembre : Guillaume II de Sicile, roi de Sicile.

- Tahar Taàl Akhrem, poète perse de la province du Jharivalhinstan.
- André de Brienne, seigneur de Ramerupt, chevalier croisé durant la Troisième croisade.
- Urraca de Castille, reine consort de Navarre.
- Conchobar Maenmaige Ua Conchobair, roi de Connacht.
- Engelbert Ier de Berg, comte de Berg.
- Evrard III Radoul, châtelain de Tournai, seigneur de Mortagne.
- Fujiwara no Yasuhira, quatrième et dernier dirigeant du clan Ōshū Fujiwara dans la province de Mutsu, au Japon.
- Geoffroy de Lavardin, seigneur de Lavardin.
- Hugues III d'Oisy, seigneur d'Oisy et de Crèvecœur, châtelain de Cambrai, vicomte de Meaux.
- Minamoto no Yoshitsune, samouraï et général des périodes Heian et Kamakura de l'histoire du Japon.
- Pierre Romain, archevêque d'Embrun.
- Ridolfo Nigelli, cardinal italien.

date incertaine (vers 1189)
- Élisabeth de Hongrie, duchesse consort de Bohême.

## Crédit d'auteurs
- Cet article est partiellement ou en totalité issu de l'article intitulé « 1189 » (voir la liste des auteurs).